# Jessica Hawkins
Jessica Hawkins (Headley, East Hampshire, 16 de fevereiro de 1995) é uma piloto profissional de automóveis e piloto dublê britânica. Atualmente é embaixadora e membro do Programa de Desenvolvimento de Pilotos da Aston Martin desde 2021.

## Carreira
Hawkins fez sua estreia profissional no automobilismo no Campeonato Britânico de Fórmula Ford em Silverstone, em um evento único em que terminou duas vezes entre os dez primeiros. Seu forte desempenho de estreante a levou a ser escolhida pela Falcon Motorsport para disputar o Campeonato de Fórmula MSA de 2015.
Hawkins também disputou outras categorias, bem como Volkswagen Racing Cup, Jaguar I-Pace eTrophy, W Series, Campeonato Britânico de Carros de Turismo, entre outras.
Em 19 de maio de 2021, ela foi anunciada como piloto embaixadora da Aston Martin Formula One Team.
Em setembro de 2023, pilotou pela primeira vez um carro de Fórmula 1, durante um teste privado da Aston Martin no circuito de Hungaroring, a bordo do AMR21. Na ocasião, Hawkins se tornou a primeira mulher a testar um carro de Fórmula 1 em cinco anos, desde Tatiana Calderón, que pilotou o C37 da equipe Sauber, em 2018.
Hawkins namora a também piloto britânica Abbie Eaton.